# Małe republiki
Małe republiki – seria wydawnicza niewielkich pod względem formatu książek będących kompendiami wiedzy na temat różnych krajów, wydawana w latach 1625-1649 przez rodzinę Elzewirów z Lejdy (zachodnia Holandia). 
Tomiki serii posiadały charakter encyklopedyczny, poświęcone były geografii, historii, prawodawstwu, ustrojowi, demografii, i sytuacji społeczno-politycznej poszczególnych państw Europy, Afryki, Bliskiego i Dalekiego Wschodu. Opracowywali je dobierani znawcy przedmiotu. Największą ilość „małych republik” przygotował Jan de Laet, dyrektor Holenderskiej Kompanii Wschodnioindyjskiej.
Każdy z tomików tłoczono jasną antykwą i zdobiono rytowaną w miedzi kartą tytułową. 
Tomik poświęcony Polsce ukazał się w roku 1627 i był kilkakrotnie wznawiany (w 1627 r. i dwukrotnie w 1642 r.).
Ogółem do roku 1649 ukazało się 35 „małych republik”. Stały się szybko przedmiotem pasji zbierackiej wielu kolekcjonerów.